# Chhatrapur
Chhatrapur è una città dell'India di 20.288 abitanti, capoluogo del distretto di Ganjam, nello stato federato dell'Orissa. In base al numero di abitanti la città rientra nella classe III (da 20.000 a 49.999 persone).

## Geografia fisica
La città è situata a 19° 21' 0 N e 84° 58' 60 E e ha un'altitudine di 16 m s.l.m..

## Società

### Evoluzione demografica
Al censimento del 2001 la popolazione di Chhatrapur assommava a 20.288 persone, delle quali 10.332 maschi e 9.956 femmine. I bambini di età inferiore o uguale ai sei anni assommavano a 1.967, dei quali 1.041 maschi e 926 femmine. Infine, coloro che erano in grado di saper almeno leggere e scrivere erano 16.027, dei quali 8.764 maschi e 7.263 femmine.